# Roger Lemerre

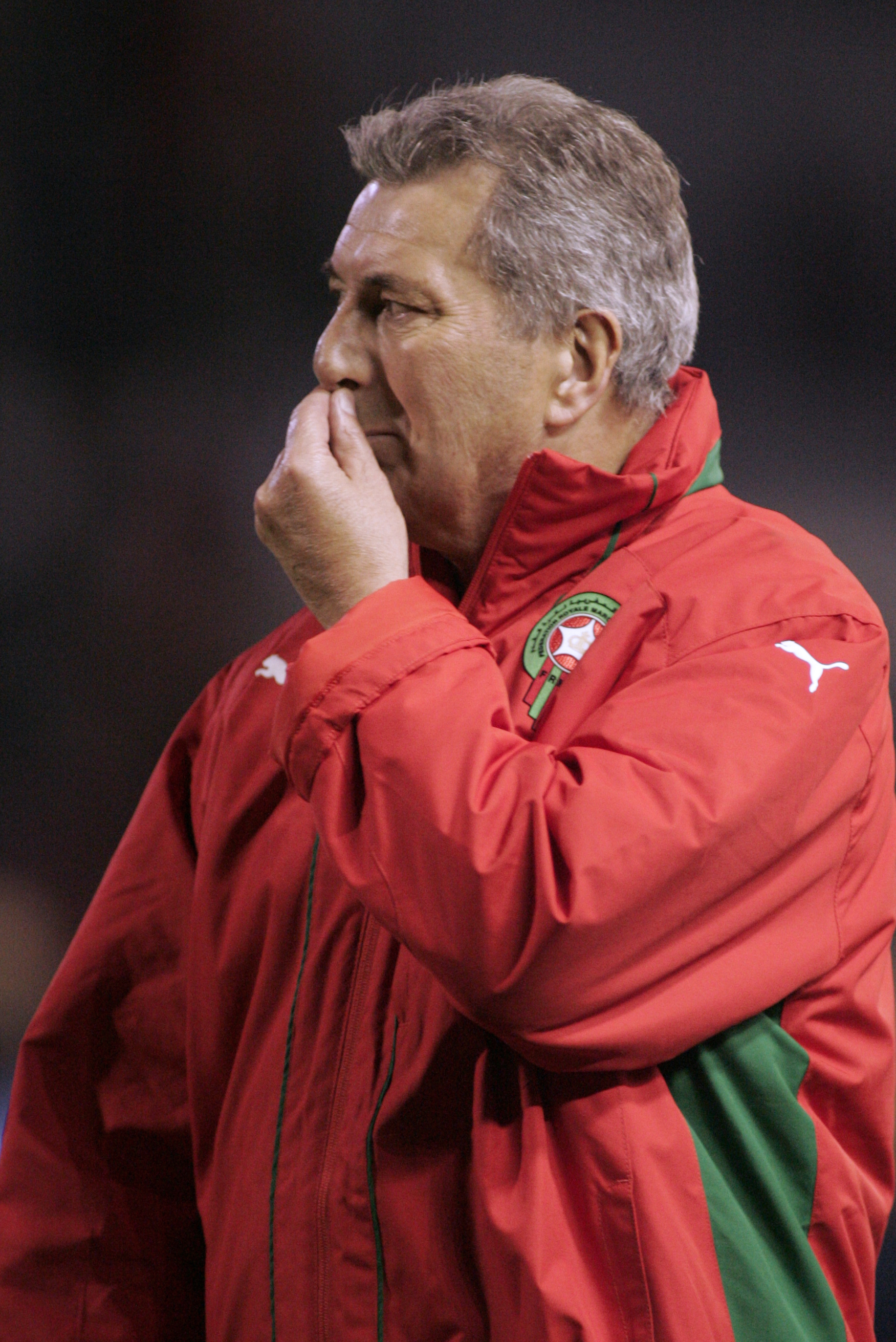
Roger Lemerre am 28. März 2009 als Trainer der Marokkanischen Nationalmannschaft im Spiel gegen Gabun

Roger Lemerre (* 18. Juni 1941 in Bricquebec, Département Manche) ist ein ehemaliger französischer Fußballspieler und seit 1975 Fußballtrainer. Von 1998 bis 2002 war er Cheftrainer der französischen Nationalmannschaft, mit der er 2000 den Europameistertitel holte. Außerdem war er von 2002 bis 2008 Trainer von Tunesien und 2008/09 Trainer von Marokko. 

## Spielerkarriere
Seine Fußballkarriere begann 1961 bei der UA Sedan-Torcy, bei der der vom Mittelstürmer zum Abwehrchef umgeschulte Lemerre bis 1969 unter Vertrag stand. Dann wechselte er zum FC Nantes und spielte dort zwei Jahre. 1971 bis 1973 trug er das Trikot von AS Nancy und von 1973 bis zu seinem Karriereende als Spieler (1975) das des RC Lens. Er bestritt 444 Spiele in der Division 1 in Frankreich. Einen Meistertitel konnte er jedoch nie gewinnen; sein größter Erfolg als Spieler war das Erreichen des französischen Pokalfinals 1965 und 1970. Er war zudem dreimal (1965/66, 1967/68 und 1968/69) Gewinner der Étoile d’Or als saisonbester Spieler in Frankreichs höchster Liga.
Roger Lemerre spielte zwischen September 1968 und April 1971 sechsmal für die französische Fußballnationalmannschaft. Bei seinem Debüt – ein 1:1 gegen Deutschland in Marseille – stand noch ein weiterer Neuling in der Équipe tricolore: Aimé Jacquet, den er ziemlich genau 30 Jahre später als Trainer ebendieser Nationalelf ablösen sollte.

## Trainerlaufbahn
1975 begann seine Trainerlaufbahn bei Red Star Paris (1975–1978), anschließend trainierte er eine Saison den RC Lens und zwei beim Paris FC. 1983 bis 1984 trainierte er den erfolgreichsten Fußballverein in Tunesien, den Hauptstadtverein Espérance Sportive de Tunis. Nach seiner Rückkehr nach Frankreich trainierte er erneut Red Star.
Anschließend war er von 1986 bis Dezember 1997 Mitglied im Trainerstab der Nationalmannschaft. Dabei übernahm er im Verband die Militärmannschaft. Frankreich gewann 1995 die Militär-Weltmeisterschaft im Iran. 
Von März bis Mai 1997 trainiert Roger Lemerre erneut den RC Lens. Er nahm sich beim Verband unbezahlten Urlaub und rettete seinen ans Tabellenende gerutschten Heimatverein Lens vor dem Erstliga-Abstieg. Anschließend wurde im Januar des folgenden Jahres Kotrainer der Nationalmannschaft von Frankreich. 
Ab Juli 1998 beerbte Roger Lemerre den erfolgreichen Nationaltrainer der Fußballnationalmannschaft, Aimé Jacquet, der gerade die Fußball-Weltmeisterschaft 1998 gewonnen hatte. Er führte die Mannschaft zum Gewinn der Fußball-Europameisterschaft 2000 in den Niederlanden und Belgien, gewann den Konföderationen-Pokal 2001, scheiterte allerdings mit seinem Team in der Vorrunde bei der Fußball-Weltmeisterschaft 2002 in Japan und Südkorea. Nach der Blamage bei der WM, bei der Frankreich als Favorit und Titelverteidiger sieg- und torlos ausschied, wurde er von allen Seiten kritisiert. Man bemängelte seinen militärischen Führungsstil, seine mangelnde taktische Flexibilität und seine angebliche Gefühlskälte. Der Verband wartete drei Wochen auf Lemerres Rücktritt vom Posten des Nationaltrainers, doch als dieser nicht reagierte, wurde er entlassen.
Vom 24. September 2002 bis Februar 2008 war Lemerre Trainer der tunesischen Nationalmannschaft. Er war der fünfte Trainer der Nordafrikaner in 13 Monaten. Lemerre baute die Mannschaft nach einer durchwachsenen Weltmeisterschaft wieder auf und gewann 2004 die Afrikameisterschaft. Sein Vertrag wurde nach dem Gewinn der Afrikameisterschaft bis 2006 verlängert. Präsident Zine El Abidine Ben Ali ernannte ihn  im Rahmen der Verleihung des nationalen Verdienstordens zum Großoffizier. 
In der Qualifikation zur Fußball-Weltmeisterschaft 2006 in Deutschland sicherte sich das tunesische Team unter seiner Führung als Gruppensieger die Turnierteilnahme. Dort schieden die Nordafrikaner mit nur einem Punkt aus drei Spielen nach der Vorrunde aus. Vom 1. Juli 2008 bis Juli 2009 betreute er als Nachfolger von Henri Michel die Marokkanische Nationalmannschaft. Seit Dezember 2009 leitete er die türkische Mannschaft MKE Ankaragücü.
| Personendaten    | Personendaten                             |
| ---------------- | ----------------------------------------- |
| NAME             | Lemerre, Roger                            |
| KURZBESCHREIBUNG | französischer Fußballspieler und -trainer |
| GEBURTSDATUM     | 18. Juni 1941                             |
| GEBURTSORT       | Bricquebec                                |